# Alex James (Fußballspieler)

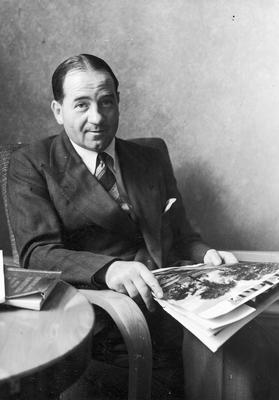
Alex James in späteren Jahren

Alexander Wilson James (* 14. September 1901 in Bellshill, North Lanarkshire; † 1. Juni 1953 in Holloway, London Borough of Islington, London, England), im Allgemeinen als Alex James bezeichnet, war ein schottischer Fußballspieler auf der Position eines Stürmers. 

## Leben

### Vereinsstationen
Nachdem James drei Jahre für den schottischen Verein Raith Rovers gespielt hatte, wechselte er 1925 nach England, wo er von 1925 bis 1929 bei Preston North End unter Vertrag stand. Anschließend wechselte er zum FC Arsenal und gehörte zwischen 1929 und 1937 zur ersten erfolgreichen Generation der Gunners, die in den 1930er-Jahren fünf Meistertitel und zweimal den FA Cup gewann. Lediglich beim Gewinn des fünften Meistertitels der Gunners in der Saison 1937/38 war James nicht mehr dabei. 

### Nationalmannschaft
Zwischen 1925 und 1932 bestritt James für die schottische Fußballnationalmannschaft 8 Spiele, in denen er vier Treffer erzielte. Zum 5:1-Sieg der legendären Wembley Wizards im Londoner Wembley-Stadion am 31. März 1928 steuerte er zwei Treffer bei. Es war sein einziger Länderspieleinsatz, bei dem er einen „Doppelpack“ erzielte.

### Nach der fußballerischen Laufbahn
Nachdem er im Zweiten Weltkrieg gekämpft hatte, arbeitete er unter anderem als Journalist. Alex James starb 1953 im Alter von 51 Jahren im Royal Northern Hospital von Holloway, London, an den Folgen einer Krebs-Erkrankung.

## Erfolge
- Englischer Meister: 1931, 1933, 1934, 1935
- FA-Cup-Sieger: 1930, 1936